# Instabilidade hemodinâmica
Instabilidade hemodinâmica é um termo que se reporta comumente, na área médica, a uma pressão arterial persistentemente anormal ou instável, especialmente hipotensão. Todavia, esta pode ser definida de um modo mais lato, como uma perfusão global ou regional inadequada, insuficiente para o normal funcionamento dos órgãos. A Instabilidade Hemodinâmica, ocorrer devido a um aumento da pressão intratorácica, que acarretará na diminuição do retorno venoso e consequente diminuição do débito cardíaco. Para compensar a diminuição de sangue que chega ao coração, ocorre uma compensação. A primeira compensação é a Lei de Frank-Starling, a segunda é o Cronotropismo (aumento da frequência cardíaca) e a terceira o Inotropismo (aumento da força de contração), entretanto caso não ocorra resultados satisfatórios para um aumento de volume sanguíneo, inicia-se o mecanismo renal de compensação, que consiste em aumentar a retenção de sódio e diminuir a excreção de urina para aumentar o volume de sangue. Caso este último não dê resultado há uma diminuição da pressão arterial diastólica, pois não há necessidade de força de uma grande força de contração para ejeção de sangue, devido ao baixo débito cardíaco. Com a diminuição da PA sistólica, há a diminuição da PA diastólica, que ocorre nas arteríolas. Devido a baixa quantidade de sangue que passa nas arteríolas, elas contraem para tentar aumentar a PS diastólica, contudo a quantidade de sangue que passa ainda é pequena, então ocorre um relaxamento reflexo, diminuindo ainda mais a PA diastólica, causando uma hipotensão. Para compensar a falta de sangue, a frequência cardíaca continua aumentada e a frequência respiratória também se altera, para compensar as trocas gasosas que ficam prejudicadas.